# Ludwik Flores
Ludwik Flores (Ludwik Frarijn) (ur. ok. 1563 w Anwerpii; zm. 19 sierpnia 1622 w Nagasaki) – błogosławiony Kościoła katolickiego, dominikanin, misjonarz, męczennik.

## Życiorys
Ludwik Frarijn w latach 1565-70 uczył się w Gandawie. Później rodzina przeniosła się do Hiszpanii, a następnie do Meksyku. W tym czasie jego ojciec zmienił nazwisko rodziny z Frarijn na Flores.
Ludwik wstąpił do zakonu dominikanów w Meksyku. Przyłączył się go grupy misjonarzy udających się do Manilii, która opuściła Acapulco w lutym 1598 r. W następnych latach pracował w różnych miejscach na Filipinach.
W 1620 r. udał się na misje do Japonii razem z augustianinem Piotrem de Zúñiga. Obaj misjonarze zostali straceni 19 sierpnia 1622 r.
Został beatyfikowany przez Piusa IX 7 lipca 1867 r. w grupie 205 męczenników japońskich.
Dniem jego wspomnienia jest 10 września (w grupie 205 męczenników japońskich).